# Parkinsonia texana
Parkinsonia texana — вид багаторічних квітучих дерев родини бобових (Fabaceae) із Техасу та мексиканських штатів Коауіла, Нуево-Леон, Сан-Луїс-Потосі та Тамауліпас. Parkinsonia texana зустрічається на глинистих, піщаних і гравійних ґрунтах сухих кам'янистих рівнин і узбіччя доріг у напівпустельних і колючих чагарниках.
Parkinsonia texana росте у вигляді куща або невеликого дерева до 7,6 м у висоту і 6 м в діаметрі. Рослина стійка до спеки та посухи та віддає перевагу лужним ґрунтам. Його тонка кора має зелений колір, а квіти, які зазвичай жовті, але іноді червоні, розпускаються з квітня по червень.